# Kafue (rivier)

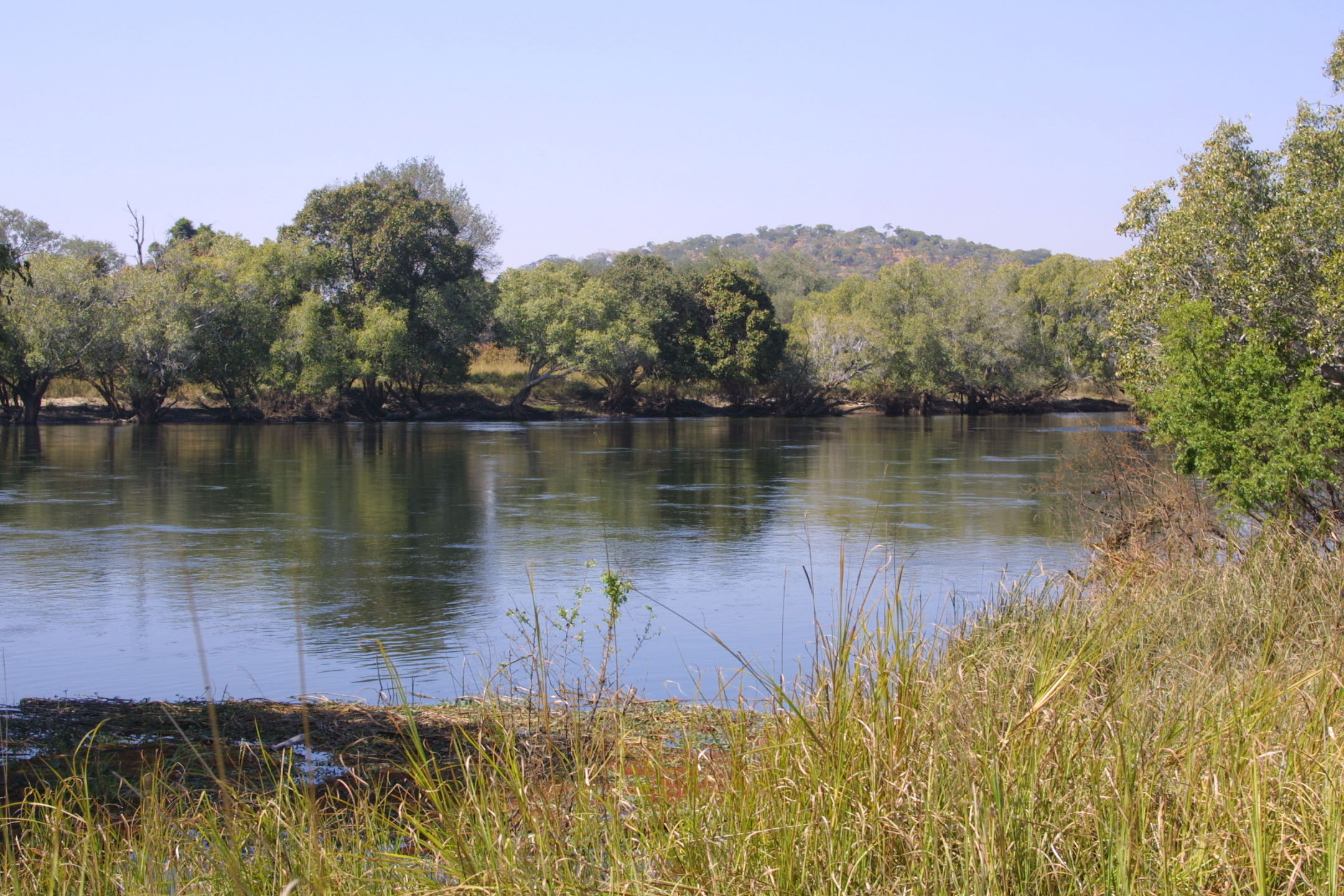
Kafue Rivier, Chamufumbu, bij Lubungu veer, Zambia

De Kafue rivier is de langste rivier die geheel in het grondgebied van Zambia stroomt. Hij onderhoudt een van de werelds belangrijkste natuurgebieden (Kafue Flats) en vloeit door twee andere wildparken. Het is een zeer belangrijke toevoerrivier van de Zambezi en een van Zambia's belangrijkste rivieren. Het is ook de meest centrale en de meest verstedelijkte rivier van het land .

## Dimensies
De opgegeven lengte van de Kafue rivier varieert van 960 km tot 2000 km (te varen afstand). Dit vanwege de vele meanders op kleine schaal. Uitgaande van 1 km intervallen bedraagt de lengte 1577 km (Chabwela en Mumba, 1996).
Het stroomgebied is 155 000 km groot en de gemiddelde afvoer in de benedenloop bedraagt 320 m³/s met een grote seizoensafhankelijke variatie. De jaarlijkse afvoer naar de Zambezi is 10 km³.

## Traject

### Bron
De Kafue ontspringt op een plateau net ten zuiden van de grens met Kongo, 120 km ten Noordwesten van Chingola Het oppervlak bestaat uit Miombo-bos. De vertakte en meanderende moerassen die Dambos worden genoemd liggen 10 tot 20 meter onder het omringende bos en zorgen voor een licht heuvelachtig landschap.
De rivier start als een klein stroompje van de moerassige dambos (Munyashi Swamp) en met een zeer licht verval meandert de rivier naar het zuidwesten. Binnen 50 km heeft het stroompje al het karakter van een rivier.
Het brongebied ontvangt ongeveer 1200 mm regen gedurende het regenseizoen. Het rivierbed is ongeveer honderd meter breed, de overstromingsvlakten zijn 1 tot 2 km breed.

## Door deCopperbelt
Voordat de rivier de steden van de Copperbelt bereikt verandert hij van karakter en verliest hij zijn overstromingsvlakten en meanderende karakter. Het stroombed vernauwt zich tot ongeveer 35 meter door een vallei ongeveer 40 meter lager dan het omringende land. De rivier komt dicht bij de steden Chililabombwe, Chingola en Mufulira en stroomt door de buitenwijken van Nchanga en Kitwe. De populaire picknickplaats Hippo Pool ten Noorden van Chingola is beschermd als een nationaal monument.
In de Copperbelt wordt water van de rivier gebruikt voor de irrigatie van kleine boerderijen en kleinschalige tuinbouwbedrijfjes voor lokale handel.
In Kitwe verandert de rivier van richting en vervolgt zijn weg naar het Zuidwesten. De vallei bestaat uit bossen en vlakke rotsgebieden die in de regentijd overstromen. Het stroombed is daar ongeveer 50 meter breed in het droge seizoen.

## Het Lukanga moeras
Na dit traject gaat de rivier weer over in een sterk meanderend gedeelte met een moerassige overstromingsvlakte vol met restanten van oude meanders. De rivier loopt 20 km westelijk van het Lukanga Moeras dat een laagte opvult en via een kanaal in de Kafue afwatert. Het gebied tussen het moeras en de rivier bestaat uit een overstromingsvlakte die met aangrenzende gebieden tijdens de regentijd een oppervlakte van 6000 km² nat natuurgebied beslaat.

## Door het Nationaal park Kafue
Hierna verandert het karakter van de rivier weer ontstaat een minder meanderend stroombed in het droge seizoen me zandige oevers en eilanden. De rivier blijft in Zuidelijke richting stromen en ze stroomt het Nationaal park Kafue in, waar twee van de belangrijkste toevoerrivieren, de Lunga en de Lufupa zich vanuit het Noorden ook bij de Kafue voegen. De Kafue schampt langs de Zuidoostelijke rand van de Busanga Vlakte, bekend vanwege de grote kuddes kaapse buffels, zebras en antilopes. In het regenseizoen wordt deze vlakte overstroomd door de Lufupa.

## Itezhi-Teshi doorbraak
Net als de bovenloop van de Zambezi, de Okavango en de Cuando stroomde de Kafue vroeger naar het zuiden tot het Meer van Makgadikgadi en de Limpopo. Door tektonische opheffing is dat gebied onbereikbaar geworden en heeft de Kafue zich een weg gebaand naar een slenk ten oosten van het nationaal park Kafue. Door erosie heeft de rivier een gat gevormd door een gebied van 100 meter hoge heuvels. Op deze plaats is de Itezhi-Tezhi dam gebouwd. Het gevormde stuwmeer is 50 km lang en tot 10 km breed.

### Kafue Flats
In dit oostwaartse traject vloeit de Kafue langzaam over een vlakte die "Kafue Flats" wordt genoemd en voor de derde keer ontstaat een netwerk van kleine meanders omringd door moerassige sloten en lagunes. De overstromingsvlakte van de Kafue Flats is immens en wordt niet doorsneden door wegen of spoorwegen. De overstromingsvlakte met een minimale waterdiepte van 1 meter is 240 km lang en tot 50 km breed. In de droge tijd droogt de bodem op als een kleiige zwarte laag. De Kafue Flats zijn het derde grote natuurreservaat waar de rivier doorheen stroomt. Tienduizenden lechwes (een antilopesoort) leven in het gebied en zijn aangepast aan het waden tijdens de overstromingen. Deze vlakte is een van 's werelds belangrijkste vogelgebieden qua variëteit en aantallen.
Rond Mazabuka komt de rivier dichter bij de stad Kafue. Langs de oevers zijn veel suikerrietplantages en andere grote landbouwbedrijven.

### Kafue Gorge en Kafue Dam
De Kafue Flats eindigen bij de stad Kafue en voorbij deze stad wordt de slenk dieper. Het verval is 550 meter over een traject van 50 km. Bij een tweede dam, de Kafue Gorge Dam met een stuwmeer van 10 km lengte en een breedte to 800 meter wordt elektriciteit geproduceerd.
De rivier vervolgt zijn weg in Oostelijke richting en vloeit samen met de Lower Zambezi 20 km ten Noordwesten van Chirundu.

## Milieuproblemen rond de Kafue

### Vervuiling
In het stroomgebied rond de "Copperbelt" is er een grote kans op vervuiling door zowel de steden als de kopermijnen. In het moerassige gedeelte ten westen van het Lukanga Moeras slaan sedimenten en vervuiling neer, zodat de rivier na dit gedeelte helder is de waterkwaliteit weer goed.
In de "Kafue Flats" vormt lozing van fosfaten veroorzaakt door overbemesting van suikerrietplantages een probleem dat algenbloei en overmatige groei van waterplanten veroorzaakt, wat weer resulteert in een verminderde visstand.

## De Itezhi-Tezhi en Kafue Gorge stuwdammen
De Ithezhi-Tezhi dam heeft een zeer slechte invloed gehad op het milieu van de "Kafue Flats". De opzet was om in maart, tijdens het hoogtepunt van het regenseizoen de maximale hoeveelheid water naar de "Kafue Flats" door te laten zodat de grootte van het geïnundeerde gebied gelijk zou blijven. Door doelstellingen als elektriciteitsproductie was echter niet genoeg water meer voorhanden in het stuwmeer om deze doelstelling te halen. In het droge seizoen daarentegen blijven veel gebieden weer te vochtig. Doordat deze pieken en dalen zijn verdwenen en de overstromingen op ongebruikelijke tijden plaatsvinden ontstaan de volgende problemen:
- Afname van de visproductie
- Problemen met het voortplantingsritme van de Lechwe en Sitatunga, waardoor de populatie is afgenomen.
- Afname van de hoeveelheid productief grasland doordat het geïnundeerde gebied kleiner is geworden. In plaats daarvan is er een toename van het bosareaal.
- Onzekerheid over de tijdstippen van de overstromingen heeft ook de migratie van de traditionele menselijke bevolking verstoord.

### Waterbehoefte voor irrigatie
De plantages langs de "Kafue Flats" gebruiken grote hoeveelheden water voor irrigatie. De belangrijkste daarvan is de Nakamabala Sugar Estate, die per dag 720 000 m³ gebruikt om 134 km te bevloeien.
- Gemeinsame Normdatei: 4258619-7